# سونيا براغا
سونيا براغا (بالبرتغالية: Sônia Braga‏) مواليد 8 يونيو 1950 في البرازيل، هي ممثلة برازيلية بدأت مسيرتها الفنية عام 1968.

## الأعمال

### أفلام
- الإمبراطورية
- حرب حقول الفصولية في ميلاغرو
- الفأل الأول (2024)

## روابط خارجية
- سونيا براغا على موقع IMDb (الإنجليزية)
- سونيا براغا على موقع روتن توميتوز (الإنجليزية)
- سونيا براغا على موقع قاعدة بيانات الأفلام العربية
- سونيا براغا على موقع ألو سيني (الفرنسية)
- سونيا براغا على موقع تيرنر كلاسيك موفيز (الإنجليزية)
- سونيا براغا على موقع أول موفي (الإنجليزية)
- سونيا براغا على موقع قاعدة بيانات الأفلام السويدية (السويدية)
- سونيا براغا على موقع إن إن دي بي (الإنجليزية)
- سونيا براغا على موقع قاعدة بيانات الفيلم (الإنجليزية)
- سونيا براغا على موقع كينوبويسك (الروسية)